# The Surge
The Surge (En español La Oleada) es un videojuego perteneciente al género de ciencia ficción, de acción y rol desarrollado por el estudio Deck13 Interactive y publicado por Focus Home Interactive para Microsoft Windows, PlayStation 4 y Xbox One. Se considera un sucesor espiritual del videojuego de rol de acción anterior de Deck13 Interactive, Lords of the Fallen, con el que comparte muchas características de juego. Deck13 Interactive describió el videojuego como inspirado en Rise of the Robots y la serie Souls (serie).

## Jugabilidad
The Surge está diseñado en la misma línea desafiante del estilo de juego de rol de la serie de videojuegos Souls. La jugabilidad involucra a jugadores que usan un exoesqueleto para luchar contra los enemigos. El exoesqueleto se puede personalizar a través del videojuego mediante "actualizaciones modulares", según el desarrollador. El combate permite a los jugadores apuntar a diferentes partes del cuerpo de los enemigos, así como utilizar movimientos finales que a menudo terminan en el desmembramiento en forma de múltiples disparos.

## Argumento
El videojuego tiene lugar en un futuro distópico en el que los humanos han agotado los recursos del mundo, lo que lleva a tensiones con los servicios sociales y las enfermedades ambientales. Según los desarrolladores, el videojuego pinta un sombrío retrato del futuro donde la evolución de la tecnología en relación con la sociedad y el medio ambiente ha llevado a una era decadente para la humanidad. La proliferación de drones y robots en funcionamiento ha creado un desempleo masivo, con los humanos obligados a recurrir a Exoesqueleto mecánico para mantenerse al día con un equivalente mucho más eficiente.
El jugador toma el control de Warren, un nuevo empleado en su primer día en el trabajo a bordo de un tren bala hacia la sede de CREO, uno de los mayores conglomerados tecnológicos que ahora controlan el mundo, famoso por sus revolucionarios avances en una multitud de campos, desde artículos domésticos comunes hasta exoesqueletos avanzados. Sin embargo, su actividad más relevante es el "Project reSOLVE", ideado por su fundador Jonah Guttenberg, que implica una fórmula química compleja dispersada a través de cohetes para resembrar lentamente la atmósfera dañada de la Tierra, así como para impulsar el crecimiento de la flora en todo el mundo.
Después de elegir una plataforma robótica inicial, Warren (que usa una silla de ruedas) está preparado para la implantación quirúrgica de un exoesqueleto CREO avanzado, que salió terriblemente mal cuando el sistema automatizado no puede sedarlo, injertando dolorosamente cada componente hasta que se desmaya durante la neurocirugía. Al despertarse, Warren encuentra la instalación en ruinas, con aviones no tripulados que atacan al personal y compañeros de trabajo que se aprovechan de una sed de sangre trastornada. Guiado por un ejecutivo conocido solo como "Sally", Warren se ve obligado a atravesar todo el complejo, hasta el Foro Ejecutivo, para averiguar qué sucedió exactamente.
A medida que el jugador reúne audiólogos, se encuentra con diferentes NPC y explora las estructuras decadentes, se hace evidente que Project reSOLVE está funcionando, pero a un ritmo demasiado lento para garantizar la supervivencia de la humanidad, junto con una toxicidad a largo plazo no especificada. Bajo presión, la junta directiva de CREO eligió acelerar el "Proyecto UTOPIA", que involucraba el uso a gran escala de nanitos para lograr el resultado deseado mucho más rápido, pero a costa de matar al 95% de la raza humana después de su inicial despliegue. Luchando por entrar en el Foro Ejecutivo y deshabilitando su firewall, Warren se expone a la verdad sobre la trama y CREO: mientras la junta directiva debatía si lanzar o no los cohetes de UTOPIA, sus nanites se volvieron conscientes de sí mismos y, en un intento de autoconservación, creó un bloqueo en todo el sistema (la oleada epónima) que corrompió a todos los humanos y máquinas conectados a la red de CREO. La devastación destruyó las IA de gobierno de CREO ("Guttenberg" y "Sally" son dos de ellas) y mató a sus ejecutivos. Cuando el último muere, el lanzamiento de UTOPIA está autorizado por el sistema automatizado.
Warren avanza posteriormente a través de la plataforma de lanzamiento de UTOPIA para detener el cohete, hasta que se enfrenta a una amalgama de las conciencias de los nanites, el "Proceso Pícaro". Tras su derrota, el jugador se presenta con dos finales diferentes:
- Si se recupera un audiólogo crítico para la trama y se carga en la carga útil del cohete, los nanitos quedarán inertes. Seenvía un escuadrón del Ejército de los Estados Unidos para investigar las instalaciones ahora silenciosas, sucumbiendo rápidamente a sus habitantes desquiciados y a un Proceso Pícaro aún vivo. Al darse cuenta del peligro, se toman más medidas militares.

- Si la carga útil se lanzó intacta, los equipos de comunicación y radar de todo el mundo comenzarán a fallar rápidamente a medida que el Proceso Rogue se apodere de ellos, condenando a la humanidad.

Independientemente de la elección del jugador, se juega un epílogo desde la perspectiva de Warren mientras se arrastra lentamente fuera de la estación de maglev destrozada a la que llegó inicialmente, su exoesqueleto gravemente dañado y deshabilitado, todo se queda en  negro justo cuando está al alcance de su silla de ruedas.

## Desarrollo
El desarrollo de The Surge comenzó en agosto del año 2015. El primer arte conceptual y el material de videojuego pre-alfa se mostró públicamente en marzo del año 2016, antes en el sitio alemán PC Games Hardware. El videojuego funciona con el motor FLEDGE, desarrollado desde cero por Deck13 Interactive para la PlayStation 4 y Xbox One , y presenta la integración de Nvidia GameWorks.

## Recepción
The Surge recibió críticas desde positivas a "mixtas o promedio", según la página de reseñas Metacritic.

## Secuela
Se anunció el 8 de febrero del año 2018 que se estaba desarrollando una secuela para un lanzamiento en el año 2019. The Surge 2 (La oleada 2) fue lanzado el 24 de septiembre del año 2019.